# ディポジッター
- ディポジッター
- デポジッター
- デポジター

ディポジッター（英: depositor）とは、料理の際に調味料などを一定量ずつ出すことができるようにした道具である。構造は容器の下に取り付けられた注ぎ口に向かって狭くなる円錐状となっており、ばね式のレバーを指で押すことで容器の下部にある注ぎ口から一定量ずつ調味料などを出すことができる。ステンレス製のものやプラスチック製のものが多い。
ドレッシングやマヨネーズといった調味料などを一定量ずつ出す際に用いられる。また、製菓の際のチョコレートのデコレーションなどにも用いられ、口金の大きさを交換することができるようにしたものもある。
鉄板でいわゆる粉物の料理を作る際に生地種を流し入れるための道具である「種落とし」、「チャッキリ」、「ドロッパー」と呼ばれる道具も基本的な構造はディポジッターと同じである。また、同じ大きさのドーナツを作るために、ばね式のレバーによって一定量ずつドーナツ生地をリング状に出すことができるようにした「ドーナツメーカー」と呼ばれる道具も基本的な構造はディポジッターと同じである。